# Organizacja 15 Maja
Organizacja 15 Maja (arab. منظمة 15 مايو) – palestyńska organizacja terrorystyczna.

## Historia
Założona w 1979 roku przez byłego członka Ludowego Frontu Wyzwolenia Palestyny Muhammada al-Umariego, znanego bardziej jako Abu Ibrahim. Nigdy nie była członkiem Organizacji Wyzwolenia Palestyny. Działalność zakończyła w połowie lat 80., kiedy część jej członków przeszła do al-Fatahu. 
Do połowy lat 80. przeprowadziła kilka zamachów bombowych, w tym:
- zamach bombowy na hotel w Londynie w 1980 roku[2]

- ataki na biura linii lotniczych El Al w Rzymie i Stambule w 1981 roku

- ataki na ambasady Izraela w Atenach i Wiedniu w 1981 roku

- zamach w lecącym z Tokio do Honolulu samolocie linii Pan American World Airways w 1982 roku (jedna osoba zginęła)

Na początku lat 80. liczyła od 50 do 60 członków.

## Wsparcie zagraniczne
Do 1984 roku prawdopodobnie otrzymywała wsparcie logistyczne i finansowe z Iraku.